# Władysław Wołkowski
Władysław Wołkowski (ur. 25 maja 1902 w Sulisławicach, zm. 16 maja 1986 w Warszawie) – polski artysta plastyk, specjalizował się w projektach z wikliny.

## Życiorys
Syn Łukasza. Od 1920 uczył się w Szkole Rzemiosł Budowlanych w Kazimierzu Dolnym u Jana Koszczyc Witkiewicza, po jej ukończeniu w 1923 rozpoczął dwuletnią naukę w warszawskiej Szkole Instruktorów Przemysłu Ludowego. W 1926 rozpoczął studia w Szkole Sztuk Pięknych w Warszawie, studiował na Wydziale Pedagogicznym, Malarstwa u Mieczysława Kotarbińskiego i na Wydziale Architektury Wnętrz u Wojciecha Jastrzębowskiego. Dwukrotnie odbywał praktyki w szkołach rzemieślniczych i w zakładach wikliniarskich, w 1934 obronił dyplom ukończenia studiów. Od 1937 przez rok był kierownikiem artystycznym pracowni rzemiosła w Zakładzie dla Ociemniałych w Laskach, w tym samym roku uczestniczył w tworzeniu polskiego pawilonu na Wystawę światową w Paryżu. Od 1938 kierował modelarniami w Państwowym Instytucie Robót Ręcznych, Związku Izb Rzemieślniczych oraz w Muzeum Rzemiosła i Sztuk Stosowanych, za namową Wojciecha Jastrzębowskiego zaczął projektować dla Spółdzielni Artystów Ład.
W 1939 walczył jako ochotnik w obronie Warszawy, później ukrywał się przed gestapo w rodzinnych Sulisławicach. Walczył w oddziale partyzanckim Batalionów Chłopskich na terenie powiatów pińczowskiego i miechowskiego. Po zakończeniu wojny otrzymał nominację majora czasu wojny.
Od 1945 rozpoczął współpracę z Biurem Nadzoru Estetyki Produkcji, Cepelią i Przedsiębiorstwem Wystaw i Targów Zagranicznych, został wówczas mianowany naczelnikiem Departamentu Kształcenia Artystycznego w Ministerstwie Kultury i Sztuki. Od 1953 zaangażował się w pracę pedagogiczną – uczył wikliniarstwa w szkołach i na kursach rzemieślniczych. W 1957 powrócił na rok do nauki ociemniałych w zakładzie w Laskach. Tworzył projekty mebli i przedmiotów codziennego użytku, w 1957 zaprojektował komplet mebli na zamówienie dworu królewskiego Belgii. Dla wzniesionego w Poznaniu w latach 1961–1964 hotelu Merkury zaprojektował, wyplatane ręcznie, fotele. W 1966 przeszedł na emeryturę i poświęcił się pracy teoretycznej i dokumentacyjnej. Od 1968 projektował arrasy tworzone ze sznurka, drewna i metalu.
Twórczość Władysława Wołkowskiego powstawała w oparciu o naturalne materiały, posługiwał się wikliną, słomą, sznurem lnianym i konopnym, trzciną, drewnem i bambusem. W dorobku artysty należy zauważyć tworzony przez wiele lat cykl „Strojeńce polskie” – kompozycje ze sznura konopnego na drewnianej lub wiklinowej ramie. W Olkuszu, w zabytkowym Dworze Machnickich znajduje się Muzeum Twórczości Władysława Wołkowskiego, wśród eksponatów znajdują się meble, kompozycje z wikliny, makaty, patery i figury.
Zmarł w Warszawie, pochowany na cmentarzu parafialnym w Powsinie.

## Ordery i odznaczenia
- Złoty Krzyż Zasługi (11 lipca 1955)[3]